# オットー・ゲスラー

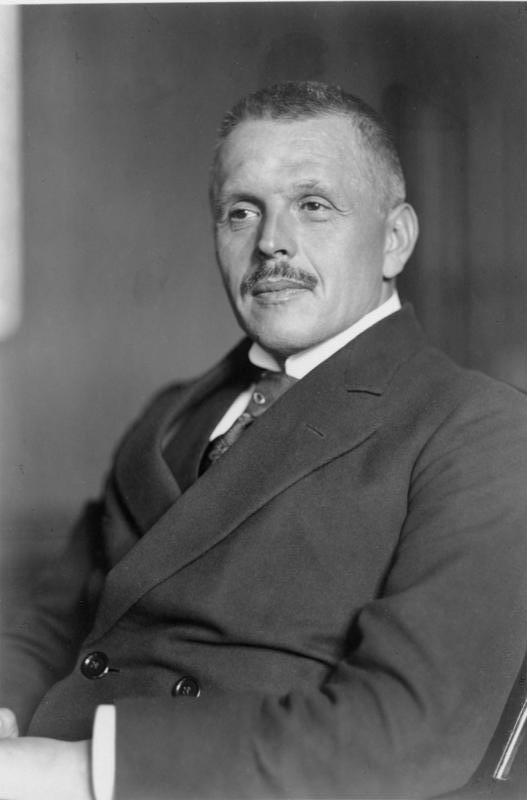
ゲスラー

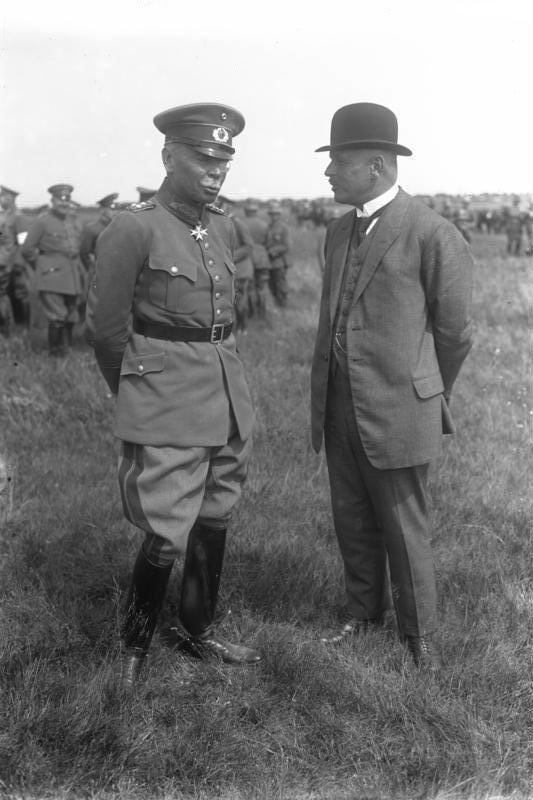
ゲスラー（右）とゼークト将軍（左）

オットー・カール・ゲスラー（Otto Karl Geßler, 1875年2月6日 - 1955年3月24日）は、ドイツの政治家（ドイツ民主党）。ヴァイマル共和政下の1920年‐1928年に国防相を務めた。

## 経歴
ヴュルテンベルク王国ルートヴィヒスブルクの市民階級の家庭に生まれる。エアランゲン大学、テュービンゲン大学、ライプツィヒ大学で法学を学び、1900年に博士号を取得。ミュンヘンの商業裁判所に務めたのち、レーゲンスブルク副市長、ついでニュルンベルク市長に就任。病気のため第一次世界大戦には従軍していない。
1919年、ドイツ民主党の設立に参加。同年グスタフ・バウアー内閣に再建相として入閣。翌年のカップ一揆の責任を取って辞任したグスタフ・ノスケの後任として国防相に就任した。国防相として国防軍統帥部長であるハンス・フォン・ゼークトとの折衝が多かったが、ゼークトはゲスラーを「素人の文民」と軽んじる傾向にあった。1923年の非常事態の際は一時的に国家の全権を任された。1925年、初代大統領フリードリヒ・エーベルトが死去した際は後任候補に名乗りを上げたが、グスタフ・シュトレーゼマン首相の反対にあって頓挫した。1926年、ゼークトの罷免に成功。ゲスラーの目標は超党派的、政治的中立な国防軍の確立だった。政権交代の激しいヴァイマル共和政下では異例の長期在任となり、1927年にドイツ民主党が野党に転じた際も離党して内閣に残った。
その頃からドイツ社会民主党に「右翼的、資本家寄り」と激しく批判された。国防省の使途不明金問題や、秘密軍備計画とのかかわりを追及され、1928年1月に辞任した。公式には健康不安による辞意とされた。1928年から1933年まで「ドイツ戦没者墓地保護国民連盟」及び「国家刷新同盟」会長を務める。1933年にナチスが政権を握ると、政界から引退した。第二次世界大戦中の1944年7月にヒトラー暗殺未遂事件が起きると強制収容所に入れられ、終戦までそこで過ごした。
戦後はドイツ赤十字社の活動に従事し、1950年から1952年までその総裁を務めた。同時期、1955年にリンデンベルク・イム・アルゴイで亡くなるまでバイエルン州上院議員を務めた。

## 文献
- Otto Geßler: Reichswehrpolitik in der Weimarer Zeit. Stuttgart 1958
- Peter Hoffmann: Widerstand, Staatsstreich, Attentat. Der Kampf der Opposition gegen Hitler. München: Piper 1969, 1985
- Heiner Möllers: Reichswehrminister Otto Geßler. Eine Studie zu »unpolitischer« Militärpolitik in der Weimarer Republik, Frankfurt a.M. 1998